# She's Out of Her Mind
She's Out of Her Mind è un singolo del gruppo musicale statunitense Blink-182, pubblicato nel 2016 ed estratto dal loro settimo album in studio California.

## Tracce
Download digitale
1. She's Out of Her Mind – 2:43

## Video musicale
Il videoclip della canzone è stato diretto da Nicholas Lam e vede la partecipazione, tra gli altri, di Lele Pons, Hannah Stocking, Vale Genta e Adam DeVine. Il video può essere considerato un remake di un altro video dei Blink-182, ovvero quello di What's My Age Again? del 1999.

## Formazione
- Mark Hoppus – voce, basso
- Matt Skiba – voce, chitarra
- Travis Barker – batteria